# Gallinule d'Édith
Gallinula silvestris
Espèce
Synonymes
- Edithornis silvestris Mayr, 1933
- Pareudiastes silvestris Mayr, 1933
- Gallinula sylvestris (Mayr, 1933)

Statut de conservation UICN

 CR  : 
En danger critique
La Gallinule d'Édith (Gallinula silvestris) est une espèce d'oiseaux de la famille des Rallidae.
Son nom est dédié à Edith Brevoort Baker, belle-fille de George Fisher Baker (en).

## Répartition
Cet oiseau est endémique de Makira (îles Salomon).